# حلف‌الفضول
حِلف‌ُالفُضول یا سوگندنامه جوانمردی نام پیمانی‌است در تاریخ اعراب، که در سال‌های پیش از اسلام گروهی از جوانان مکه با یک‌دیگر بستند. آن‌ها اجتماع کردند، و سوگند یاد کردند تا به ستم‌دیدگان و غریب‌افتادگانی که به شهر آمده، و مورد ظلم زورمندان مکه واقع شده‌اند یاری برسانند.

## تاریخچه
قبل از اسلام در میان اعراب و سران برخی از قبیله‌های عرب پیمان‌هائی بسته می‌شد که به «احلاف» مشهورند و هدف از این پیمان‌ها، بیشتر پیش‌گیری از بی‌نظمی‌ها و آشوب، و پایداری دربرابر دشمنان قریش و حمایت از کعبه و اهداف دیگر بود. از جمله این پیمان‌ها همچنین می‌توان به «حلف‌المطیبین» و «حلف‌اللعقه» نیز اشاره کرد.
روزی مردی از زَبیدِ یمن با کالای خود به مکه رفت. عاص بن وائل سَهْمی (پدر عمرو بن عاص) کالای وی را خرید، اما در پرداخت قیمت آن تأخیر کرد. مرد یمنی به قریش پناه جست و از آنان خواست تا او را در گرفتن حقّش یاری کنند، اما کسی او را یاری نکرد. از این رو تصمیم گرفت برای احقاق حق و بیان اعتراض خود، بر فراز کوه ابوقبیس (نزدیک مسجدالحرام) رود. وی در این مکان ایستاد و با صدای بلند این اشعار را خواند:
| يا للرجال لمظلوم بضاعته  |  | ببطن مكّة نائي الدار والنفر  |
| ومحرم أشعث لم يقض عمرته  |  | يا للرجال وبين الحجر والحجر |
| إنّ الحرام لمن تمت كرامته |  | ولا حرام لثوب الفاجر الغدر  |

که مضمونش دادخواهی بود.
زبیر بن عبدالمطلب، عموی پیامبر و از بزرگان و اشراف قریش، نخستین کسی بود که درباره حلف‌الفضول سخن گفت و به آن دعوت کرد. در پی آن، برخی طوایف قریش در دارالنَّدوه که محل حل و عقد امور بود گرد آمدند و هم سخن شدند که داد مظلوم را از ظالم بگیرند. سپس، به کوشش زبیر بن عبدالمطلب، در خانه عبدالله بن جُدعان تَیمی، یکی از اشراف قریش، گرد آمدند. آنان دست در آب زمزم فرو کردند و با یکدیگر پیمان بستند که اگر بر کسی از اهالی مکه یا بیگانه‌ای در این شهر ستمی رود، او را یاری کنند تا حق خود را از ظالم بگیرد،  ظالم را از ظلم باز دارند و از هر منکری نهی کنند و به تهیدستان در مال و معاش کمک کنند.
این پیمان به جهت اهمیت، پیش از اسلام به عنوان مبدأ تاریخ قرار داده شده بود. همچنین برخی حلف‌الفضول را شریف‌ترین پیمانی می‌دانند که تا آن روز میان عرب‌ها وجود داشت.

## هدف
علت شکل‌گیری پیمان جوانمردان، واکنش در برابر ظلم و ستم برخی از قریشیان به افراد بی‌یاور در مکه بود.  محمد آورنده اسلام که در جوانی‌اش خود عضو یکی از این پیمان‌ها بوده می‌گوید؛ عوض کردن آن را با هیچ چیز دیگر خوش ندارد و حتی در دوره اسلام هم حاضر به پذیرفتن دعوت به آن‌گونه عهدی‌است. این پیمان هم‌نام و در هدفی مشابه با پیمان دیگری بوده که سال‌ها پیش از آن میان «جرهمیان» بسته شده بود. وجه تسمیه نامش، چند علت بیان کرده اند:
در وجه نام‌گذاری حلف‌الفضول گفته‌اند چون حلف‌الفضول پس از حلف المطیبین و حلف الاحلاف منعقد شد و غیر از این دو پیمان و افزون بر آنها بود، آن را به این نام خواندند.
همچنین گفته‌اند این پیمان را به دلیل فضل و برتری آن بر دیگر پیمان‌هایی که تا آن روز میان عرب سابقه داشت، و نیز به دلیل شرافت و فضیلت کسانی که آن را منعقد کردند، حلف‌الفضول نامیدند.
این نام‌گذاری را به زبیر بن عبدالمطلب، که از تیره بنی هاشم بود، نسبت داده و گفته‌اند وی این پیمان را برای آنان نوشت و اشعاری در این باره سرود. برخی نیز گفته‌اند که عرب یا قریش به طور خاص، آن را چنین نامیدند.
پس از جنگ‌های فجار در خانه «عبد الله بن جدعان» حلف‌الفضول دیگری منعقد شد و محمد نیز در حالی که بیست ساله بود در آن عضویت یافت.

## طوایف شرکت‌کننده
طوایفی از قریش که در این پیمان حضور داشتند، عبارت بودند از بنی هاشم و بنی مطّلب، فرزندان عبدمَناف، بنی زُهرة بن کلاب، بنی تَیم بن مُرَّه، و بنی اسد بن عبدالعُزّی بن قُصَی.